# ماه عسل

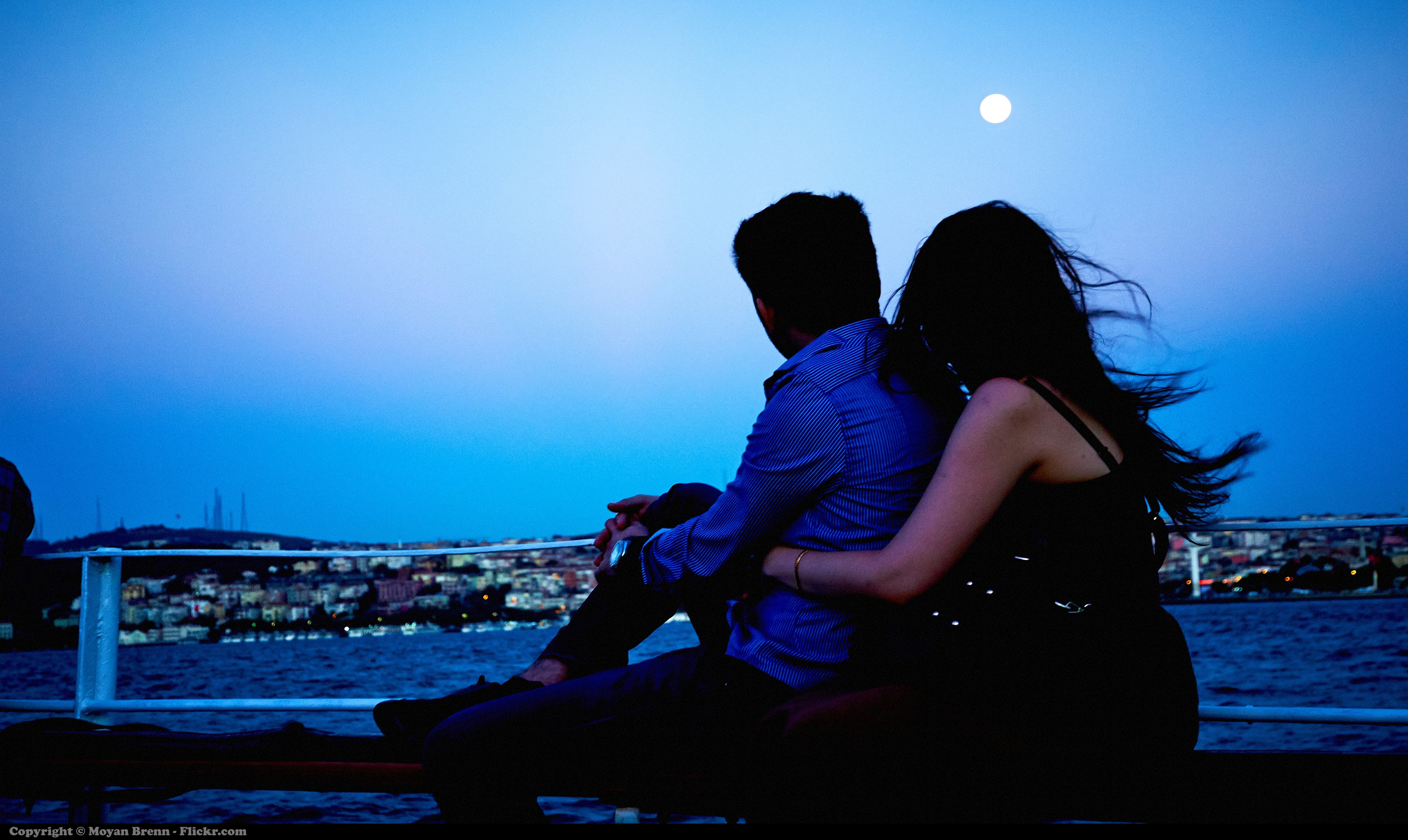
یک زوج در ماه عسل

ماه عسل مراسمی است که در آن عروس و داماد تازه ازدواج کرده قبل از رفتن به خانه خودشان، مدتی را در قالب تعطیلات یا سفر با هم می‌گذرانند. هدف از ماه عسل، سازگاری و هماهنگی عروس و داماد با هم است و به یک ماه اول پس از ازدواج که زوج‌ها در ملایمت و خوشی هستند نیز، گفته می‌شود.

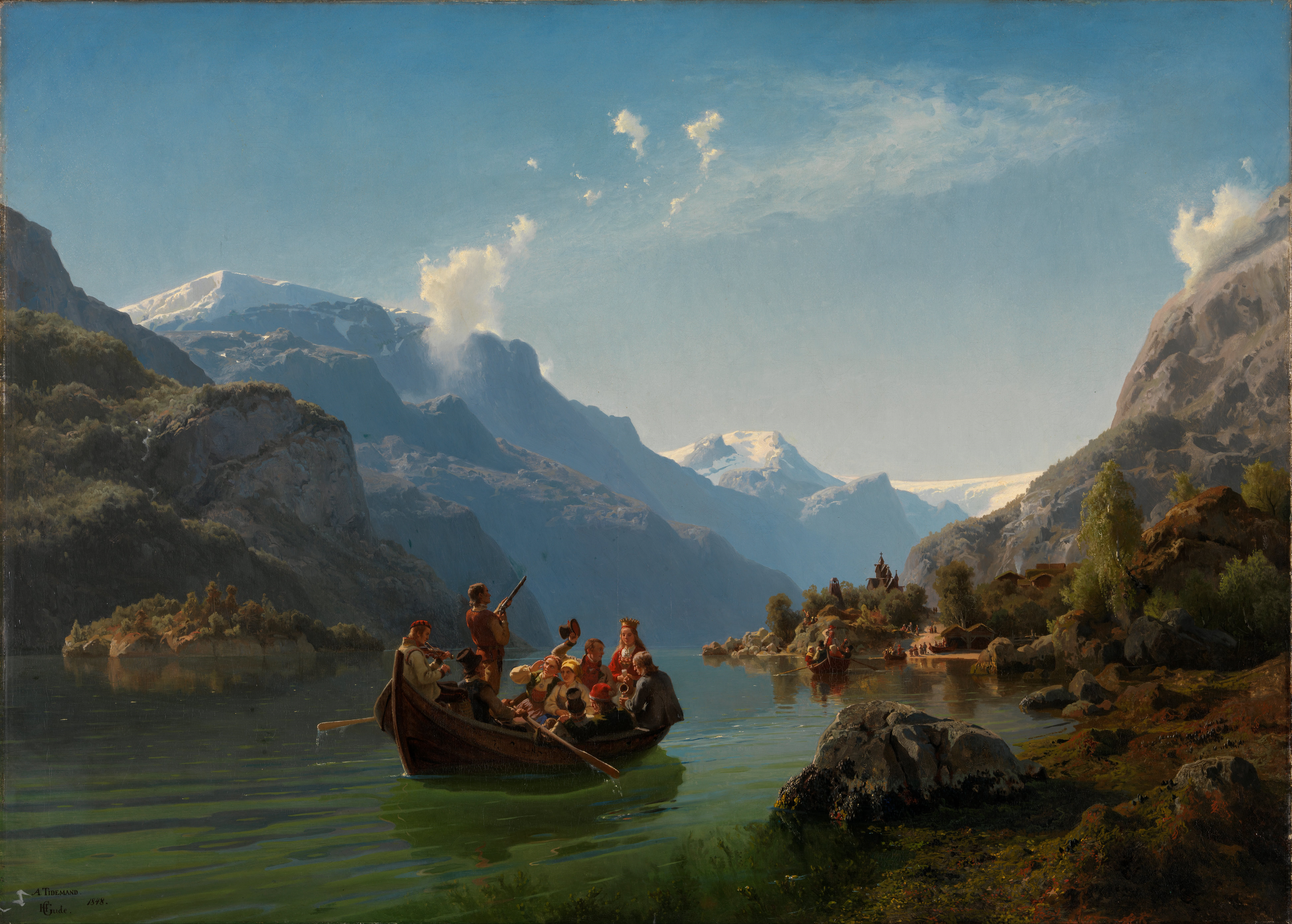
ماه عسل در هاردانگر، اثر مشترک معروف آدولف تیده مان و هانس گوده ۱۸۴۸

## تاریخچه
حدود چهار هزار سال پیش در بابل باستان رسمی بوده‌است که بر پایهٔ آن، پدر عروس برای داماد نوعی نوشیدنی شیرین که از عسل تهیه می‌شده می‌داده و از این رو به ماه نخست پس از ازدواج ماه عسل می‌گفتند.
در کتاب سفر تثنیه ۲۴:۵ آمده‌است: «مردی که تازه ازدواج کرده‌است، نباید به خدمت سربازی برود یا وظایف دیگر اجتماعی به عهده او گذاشته شود. او باید برای مدّت یک سال معاف باشد تا در خانه بماند و همسرش را خوشحال کند.»
در فرهنگ غرب، رسم مسافرت‌رفتنِ عروس و داماد پس از ازدواج، در اوایل سدهٔ ۱۹ میلادی در انگلستان باب شد، که خود برگرفته از رسم برگزیدگان هندی در شبه‌قارهٔ هند بوده‌است.

## ریشه‌شناسی
دیکشنری آکسفورد ریشه‌ای برای آن ذکر نکرده ولی مثال‌هایی دارد که به قرن ۱۶ میلادی برمیگردد.
از نظر لغوی honey به معنی شیرین و یا محبوب و moon به مهتاب و یا بیهوده وقت گذراندن گفته می‌شود.
از این رو می‌توان ایام مسافرت قبل از زندگی مشترک را honeymoon یا نوعی بیهوده وقت گذراندن جذاب و محبوب نامید . 